# Acronicta hemileuca
Acronicta hemileuca är en fjärilsart som beskrevs av Rudolf Püngeler 1899. Acronicta hemileuca ingår i släktet Acronicta och familjen nattflyn. Inga underarter finns listade i Catalogue of Life.